# Armen Mamigonian
Armen Mamigonian (São Paulo, 1935) é um geógrafo brasileiro e professor doutor na Universidade de São Paulo. Sua área de pesquisa é geografia econômica e desenvolvimento regional. Formado em geografia e história pela Universidade de São Paulo (1956), tendo nessa mesmo universidade se especializado em geografia humana (1959). Mamigonian fez seu doutorado em geografia industrial pela Universidade de Estrasburgo (1962) e pós-doutorado pela Université Paris 1 (Panthéon-Sorbonne) (1984). Faz parte do corpo editorial da Geografia Econômica - Anais de Geografia Econômica e Social.

## Publicações
- MAMIGONIAN, A. (Org.) . O pensamento de Ignácio Rangel. Editora 34: Banco do Brasil - CNPq- PPG/UFSC, 1998.
- MAMIGONIAN, A. . China: um bilhão de habitantes. São Paulo: Ática, 1990.
- MAMIGONIAN, A. . "As bases naturais e sociais da civilização chinesa". Geografia Econômica - Anais de Geografia Econômica e Social, v. 1, p. 30-47, 2007.
- MAMIGONIAN, A. . Resenha do livro 'Chutando a Escada' de Ha-Joon Chang. Geografia Econômica - Anais de Geografia Econômica e Social, v. 1, p. 236-237, 2007.
- MAMIGONIAN, A. . Resenha do livro "China: infra-estruturas e crescimento econômico" de Elias Jabbour. Geografia Econômica - Anais de Geografia Econômica e Social, v. 1, p. 238-240, 2007.
- MAMIGONIAN, A. . Resenha do livro "Mao: a história desconhecida" de Jon Halliday e Jung Chang. Geografia Econômica - Anais de Geografia Econômica e Social, v. 1, p. 241-245, 2007.
- MAMIGONIAN, A. . "Imperialismo, universidade e pensamento crítico". Ciência Geográfica, Bauru - SP, v. 9, n. 1, p. 90-92, 2003.